# ハイデンハイム (ミッテルフランケン)
ハイデンハイム（ドイツ語: Heidenheim、ハイデンハイム・アム・ハーネンカムとも呼ばれる）は、ドイツ連邦共和国バイエルン州ミッテルフランケン行政管区のヴァイセンブルク＝グンツェンハウゼン郡に属す市場町で、ハーネンカム行政共同体の本部所在地である。

## 地理

### 位置
市場町ハイデンハイムは、西ミッテルフランケンのヴァイセンブルク＝グンツェンハウゼン郡西部に位置する。フレンキシェ・アルプの連山であるハーネンカム内にあたる。首邑の近くに、郡内の最高地点であり、ミッテルフランケンで2番目に高いデュレンベルク (656.4 m) がある。この他の町内の山には、レヒェンベルク、ハイデンハイマー・ブック、ローテ・ベルク、エフェラベルク、フンガーベルクがある。この地域は草地や野原が広がるが、森に覆われている部分もある。町内には多くの水源があり、ローラハ川もその1つである。この川は町の南でハーネンカム湖を通って流れるヴェルニッツ川の支流である。多くの州道がこの町を通っている。北東部はゲルバー・ベルク、南東部はベロルツハイムの森と境を接している。

### 隣接する市町村
ハイデンハイムは、北はディッテンハイム、北東はマインハイム、東はマルクト・ベロルツハイム、南東はトロイヒトリンゲン、南はポルジンゲン、西はヴェストハイム、北東はグノッツハイムと境を接している。

### 自治体の構成
この町は、20のゲマインデタイル（小地区）からなる
| - バルゼンミューレ - デガースハイム - エッゲンタール - フックスミューレ - ゲルトナースホーフ - ハーゼンミューレ - ヘヒリンゲン・アム・ゼー - ハイデンハイム - ホーエントリューディンゲン - キルシェンミューレ | - コールホーフ - クレーマースホーフ - クロイトホーフ - クロッテンミューレ - マリアブルン - オーベルスホーフ - ローラハ - シェッケンミューレ - シュタールミューレ - ツィーゲルヒュッテ |

ゲマルクング（伝統的な地籍区分）は、デガースハイム、ヘヒリンゲン・アム・ゼー、ハイデンハイム、ホーエントリューディンゲンである。

### 自然

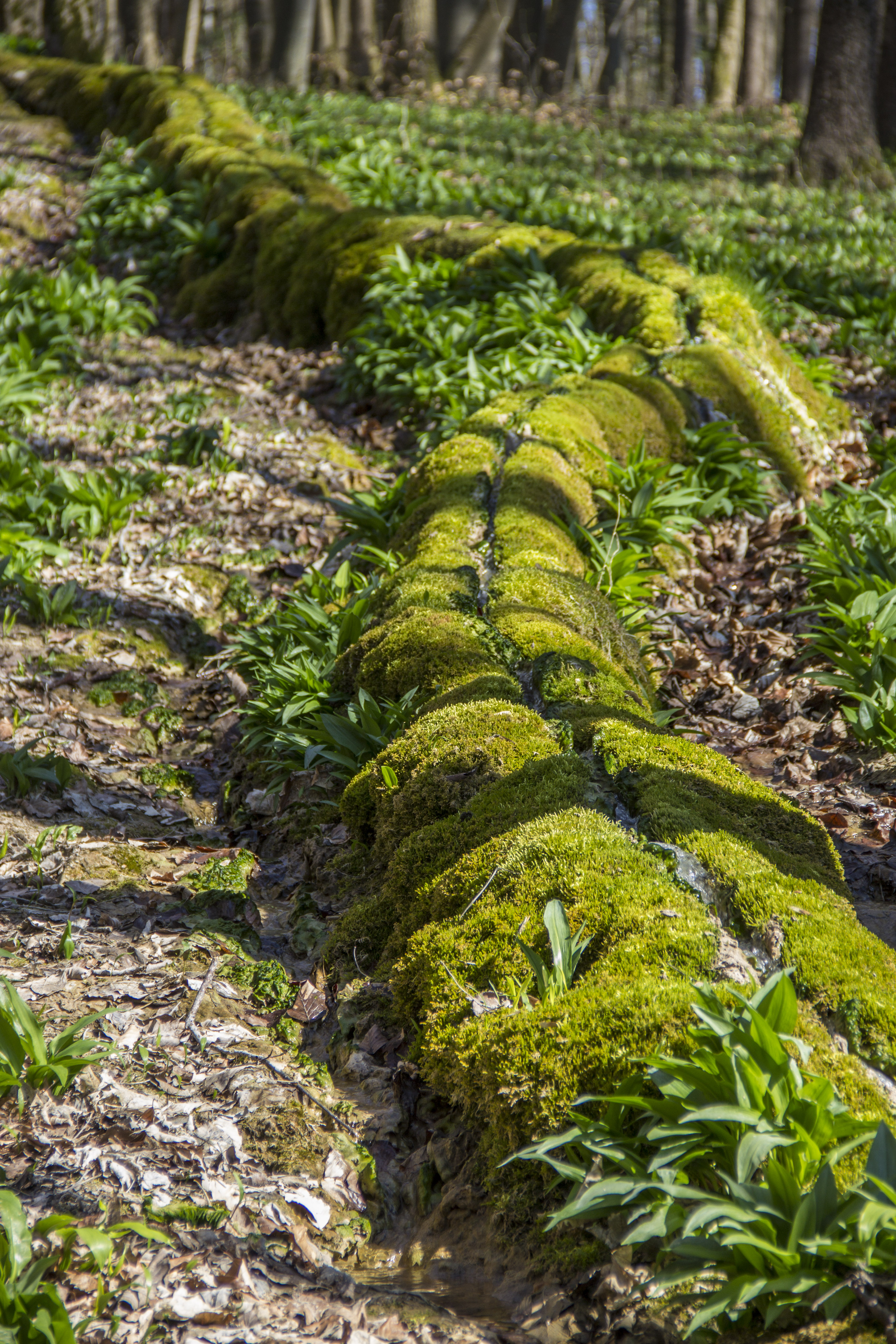
ケスリネ

町内にはバイエルン州環境庁から指定されたジオトープが6箇所ある。
- シュタールミューレの北東にある旧採石場 (577A006)
- ヘヒリンゲンの北の谷間の道 (577A006)
- ホーエントリューディンゲンの東の含鉄砂岩の露頭 (577A015)
- ハイデンハイムの南西の7つの水源の湧出地 (577Q001)
- ヘヒリンゲンの北のシュタイネルネ・リネ (577R005)
- ハイデンハイム北西のシュタイネルネ・リネおよびケスリネ (577R018)
- シュタールミューレの北西のホーラー・シュタイン（直訳: 空洞の石） (577R019)

## 歴史

### 19世紀まで
752年に聖ヴニバルトによって設立されたハイデンハイム修道院は、聖ヴァルブルガの活動の場所であった。守護代官は初めトルーエンディンゲン家（アルテントリューディンゲン）、後にバイエルン公、さらにニュルンベルク城伯（ホーエンツォレルン家）と変遷した。後に修道院と集落はアンスバッハ辺境伯に譲渡された。修道院は宗教改革に伴い1537年に廃止され、ハイデンハイムは現在に至るまで福音主義が主流である。三十年戦争以後、オーストリアから数多くの移民がこの地域を新たな故郷とした。彼らは宗教亡命者として定住する機会を得て、戦争の経済上および人口上の喪失を克服することに寄与した。ハイデンハイムは1791年にプロイセンに併合されたアンスバッハ侯領に属し、1500年からはフランケン帝国クライスの一部であった。ハイデンハイムはアンスバッハ侯領の一部として、パリ条約（1806年2月）に従って交換でバイエルン王国領となった。バイエルンの行政改革に伴う1818年の自治体令により自治体が形成された。1808年にはすでにマルクト・ハイデンハイムは、古い法律の地方裁判所（行政機関を兼ねた）の所在地となり、現在の郡庁所在地と同等の地位を得ていた。ハイデンハイム地方裁判所の管轄地域は、初めはアルトミュール郡、1810年からオーバードナウ郡、1817年からレツァート郡に属し、1838年からこの郡はミッテルフランケンと改名された。1862年にハイデンハイム地方裁判所とグンツェンハウゼン地方裁判所が統合されベツィルクスアムト・グンツェンハウゼン（1939年からグンツェンハウゼン郡）が形成された。これによりハイデンハイムは、ベツィルクの首邑の地位や州の下級官庁所在地の地位を失った。
地元住民はこの町を1970年代には „Hoirna“ というように呼んでいたが、現在は „Hanna“ と呼ぶ。

### 町村合併
バイエルン州の自治体再編に伴い、1972年7月1日にデガースハイムがハイデンハイムに合併した。1978年5月1日にヘヒリンゲンとホーエントリューディンゲンがこれに加わった。

### 人口推移

1840年から2017年までのハイデンハイムの人口推移

## 行政

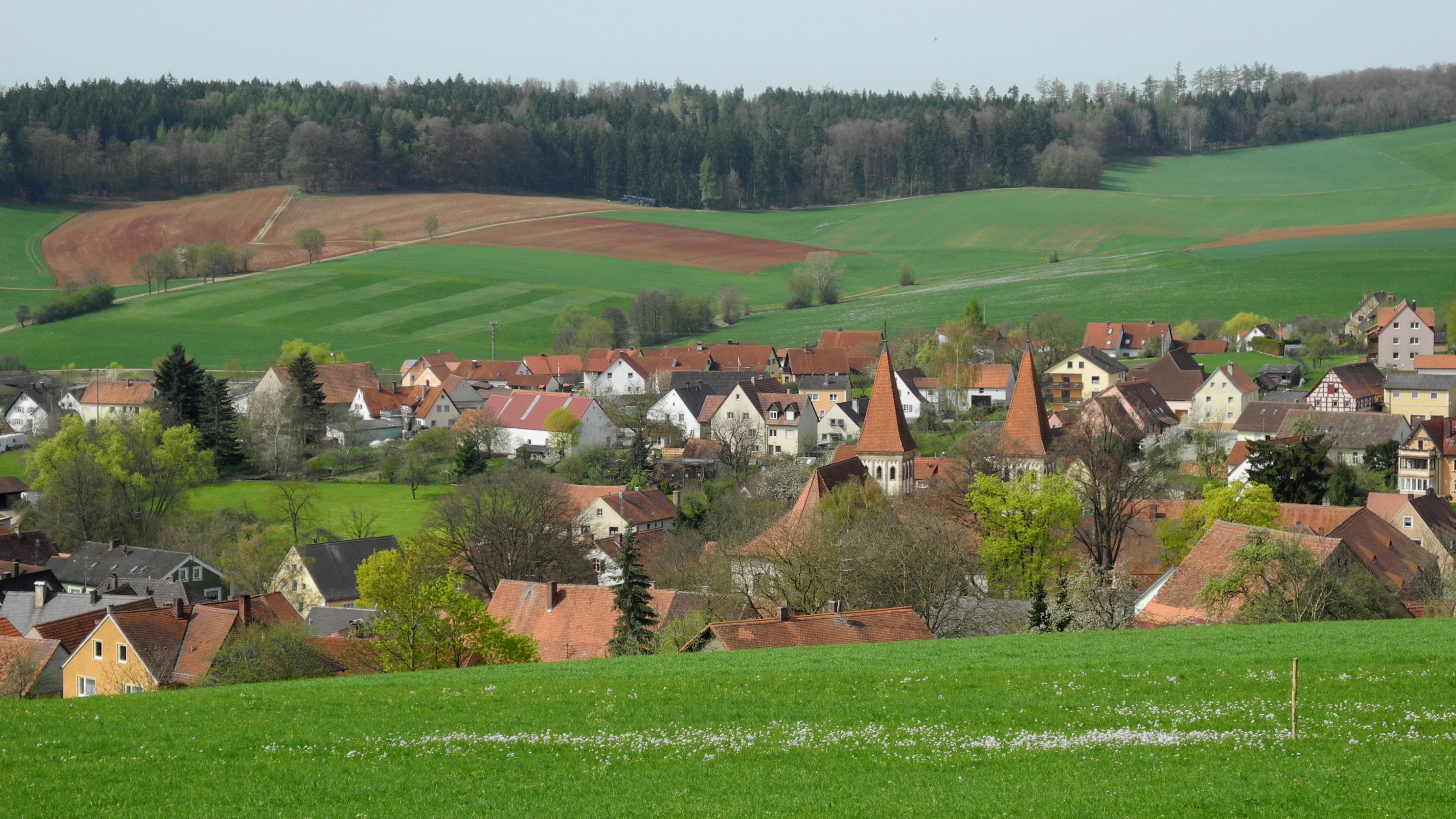
ハイデンハイム

### 議会
ハイデンハイムの町議会は14議席からなる。これに直接選挙で選出された町長が加わる。

### 首長
町長はズザンネ・フェラーである。

### 財政
2020年のこの町の税収は272万ユーロで、このうち110万3千ユーロが産業税によるものである。

### 紋章
図柄: 銀地に、銀のターバンの上に青い尖った帽子を被り、青い服を着た髭を生やした異教徒。
この紋章は16世紀から用いられている。
紋章の由来: ハイデンハイムは、ヴニバルトと初代アイヒシュテット司教ヴィリバルトの兄弟がベネディクト会ハイデンハイム修道院を設立した752年に初めて記録されている。修道院の近くに同名の集落が形成された。14世紀から市場町と記載され、トルーエンディング伯の高権下に置かれていた。この家系が断絶した後、1400年頃にニュルンベルク城伯（後の辺境伯）の所領となった。城伯家は1537年から領主権を手に入れ、同じ年に修道院が廃止された。1556年から地名に基づく誤解に由来して、異教徒 (ドイツ語: Heiden) = トルコ人がデザインされた印影が遺されている。この地名は実際には人名に由来し、「Heidoの家」を意味している。同じ図像がヴュルテンベルクのハイデンハイム市にも使われている。この2つの町を区別するために、ブランデンブルクの領主権下にあることを示す書き換えがなされた。1601年の彩色図録には赤と銀色が用いられている。19世紀から印章は紋章となり、オットー・フップによって配色が定められた。

## 文化と見所

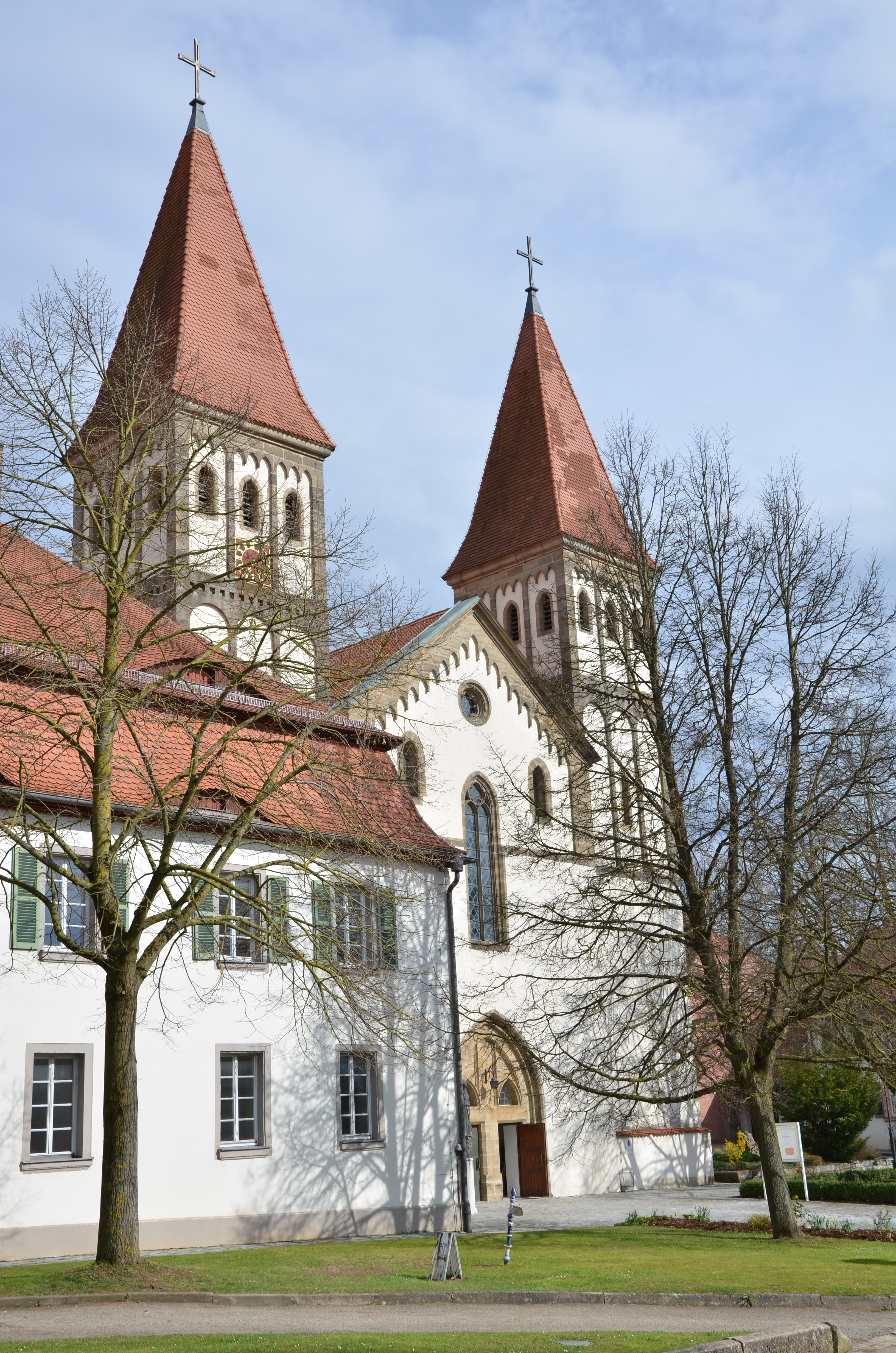
ミュンスター聖ヴニバルト

### ミュンスター聖ヴニバルト
ロマネスク様式のミュンスター聖ヴニバルトは、12世紀に建設された三廊式の列柱バシリカである。この教会は古い教会の基礎壁上に建設され、大きなゴシック様式の内陣を有している。ベネディクト会修道院のかつての修道院教会は現在福音主義ルター派のハイデンハイム教会が教区教会として利用している。
近代的なカトリックの教区教会聖ヴァルブルガ教会は、ミュンヘンの建築家アレクサンダー・フォン・ブランカによって1975年から1977年に市場町西端の小さな山並みの上に建設された。
シナゴーグは、1851年に焼失した古いシナゴーグの跡地に1853年にエドゥアルト・ビュルクラインによって建設され、1938年11月（水晶の夜）に焼失した。この建物はその後倉庫として利用され、1980年代に取り壊されて、銀行の建物に建て替えられた。

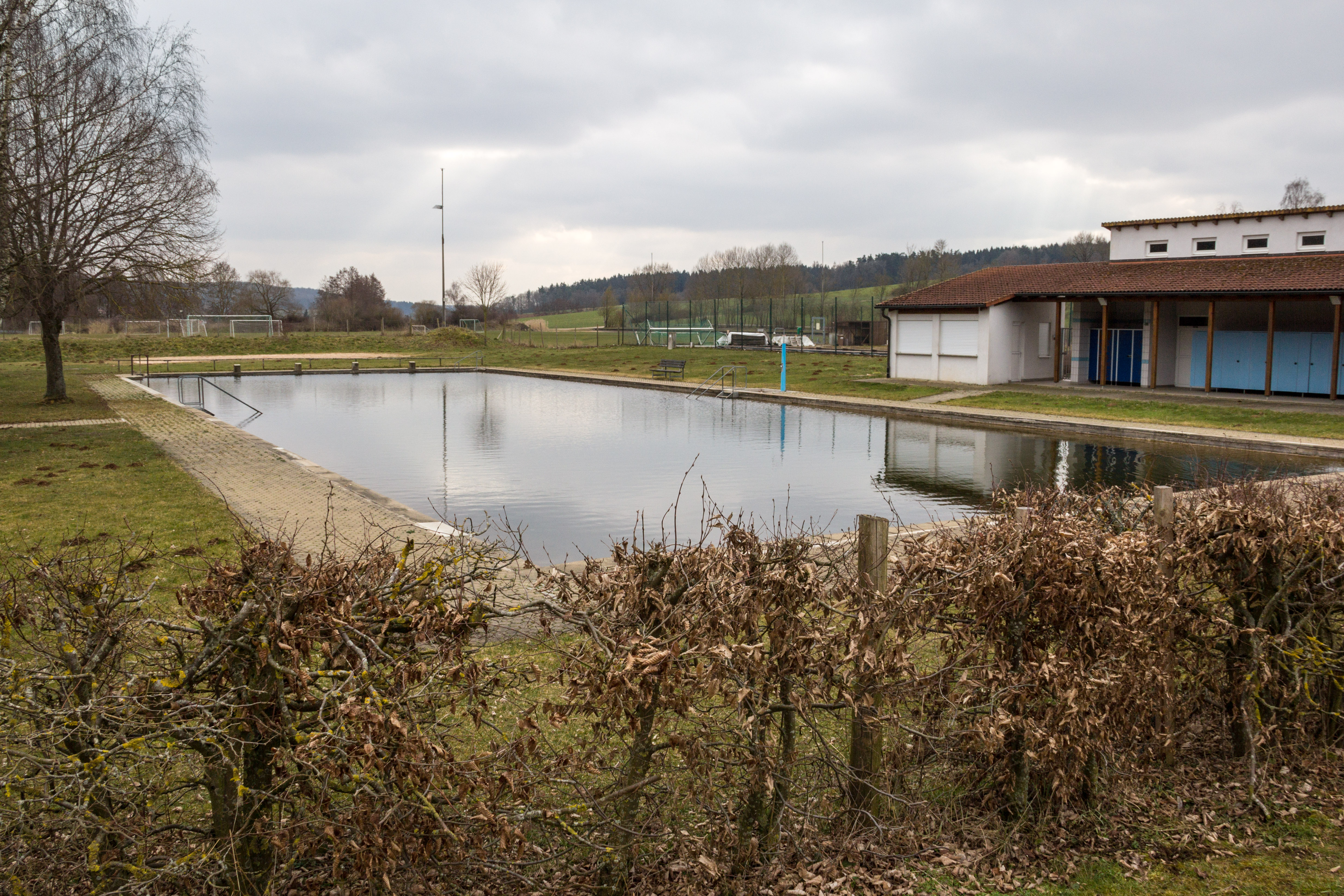
ハイデンハイムの野外プール

### 余暇
ハイデンハイム・スポーツ広場には、子供用の水槽を備えた自然の屋外プール、売店、休息用の芝生場、ビーチバレー・コート、卓球施設がある。入場は無料である。

## 経済と社会資本

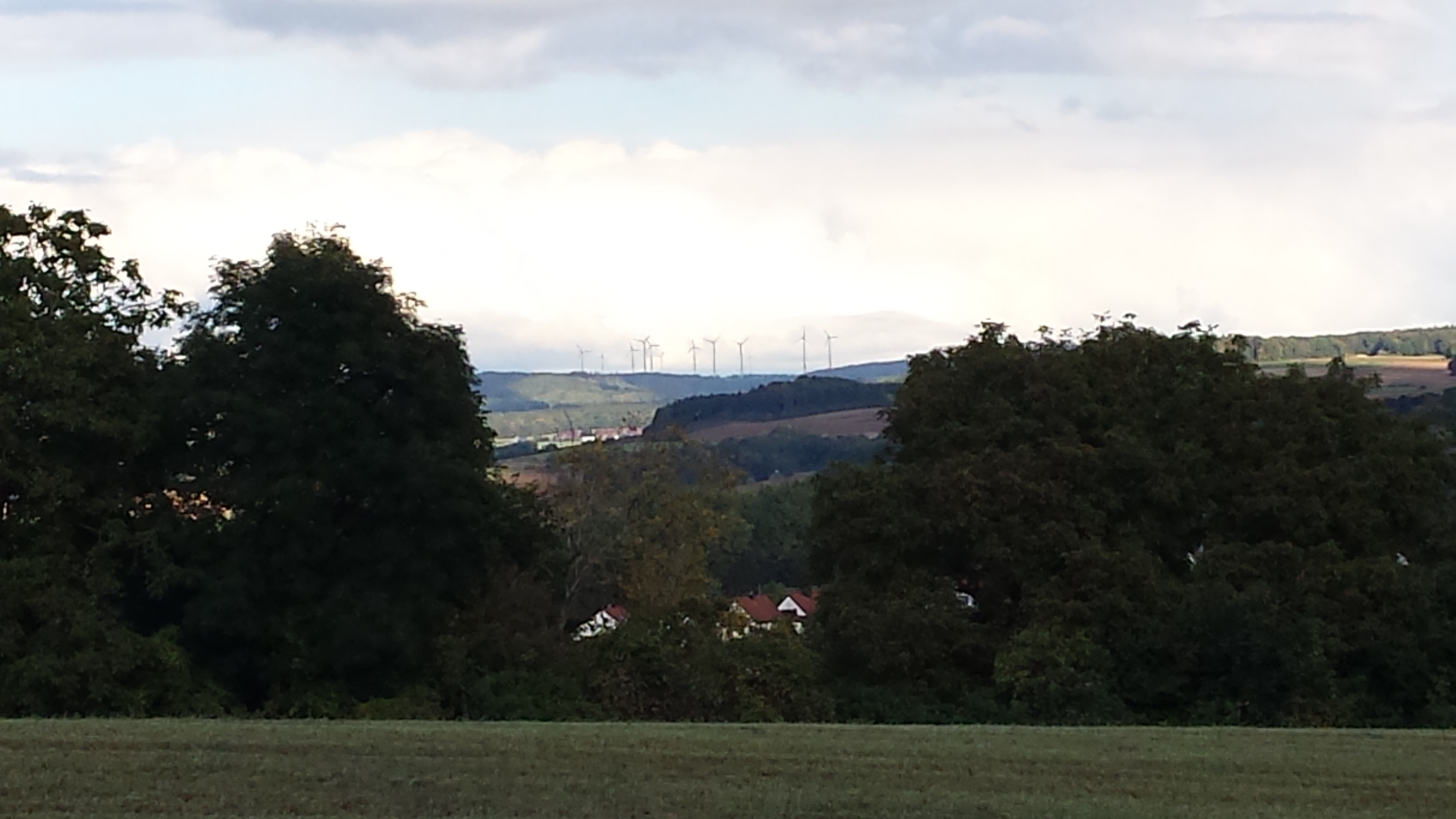
ハーネンカム風力発電所の遠望

### 経済
公式統計によれば、2020年にこの町で働く社会保険支払い義務のある就労者は456人、このうち製造業に147人、商業および交通業分野に72人が従事している。この町に住む社会保険支払い義務のある就労者は合計988人であった。2016年現在、73件の農家があり、農業用地の面積は2,293ヘクタールであった。このうち、1,511ヘクタールが耕作地、782ヘクタールが牧草地などの緑地であった。
1996年に建設されたハイデンハイム＝デガースハイム近郊のハーネンカム風力発電所には、2022年現在11基の風力発電機が稼働している。

### 兵舎
1970年代からハイデンハイムには新設されたハーネンカム兵舎があり、ドイツ連邦軍の駐屯地となっていた。付属演習場を含むこの兵舎は、町から数km離れた山の尾根にあり、ハーネンカムの重要な経済因子となっていた。ここには最終的には2つの機甲大隊 (PzBtl 303、PzBtl 304) と機甲工兵中隊が配備されていた。この兵舎は連邦軍再編に伴い2003年に閉鎖され、機甲大隊は廃止された。戦車レオパルト2A4 はポーランドに売却され、機甲工兵中隊はキュルスハイムに移転した。その後敷地は数年間放置されていたが、地元企業が買い取り、暖房器具の製造を行っている。

### 教育
- 2021年現在幼稚園が3園あり、合計の定員は125で、104人の園児が在籍している[16]。
- 2020/21年の学年にハイデンハイムには、国民学校が2校あり、合計13クラス、生徒数272人、教員数19人の規模である[17]。

## 人物

### 出身者
- ローレンツ・クリストフ・ミツラー（1711年 - 1778年）哲学教師、文筆家
- ヘルマン・グライナー（ドイツ語版、英語版）（1920年 - 2014年）第二次世界大戦時のドイツ空軍司令官

### ゆかりの人物
- 聖ヴニバルト（ドイツ語版、英語版）（701年 - 761年）ハイデンハイム修道院の創設者で初代院長
- 聖ヴァルブルガ（ドイツ語版、英語版）（710年ころ - 779年または780年）修道女、聖人
- フーゲブルク（ドイツ語版、英語版）（730年から740年ころ - 没年不明）修道女。ヴァルブルガの後継者

## 関連図書
- Johann Kaspar Bundschuh (1800). “Heidenheim”. Geographisches Statistisch-Topographisches Lexikon von Franken. Band 2: El–H. Ulm: Verlag der Stettinischen Buchhandlung. pp. 543–547 2022年5月24日閲覧。
- Gottfried Stieber (1761). “Heydenheim”. Historische und topographische Nachricht von dem Fürstenthum Brandenburg-Onolzbach. Schwabach: Johann Jacob Enderes. pp. 472–487 2022年5月24日閲覧。
- Pleikard Joseph Stumpf (1853). “Heidenheim”. Bayern: ein geographisch-statistisch-historisches Handbuch des Königreiches; für das bayerische Volk. München: Zweiter Theil. p. 724 2022年5月24日閲覧。